# Glasgow (Delaware)
Glasgow – jednostka osadnicza w Stanach Zjednoczonych, w stanie Delaware, w hrabstwie New Castle.